# Керпень
Керпень (пол. Kierpień, нім. Kerpen) — село в Польщі, у гміні Ґлоґувек Прудницького повіту Опольського воєводства.
Населення — 317 осіб (2011).

## Демографія
Демографічна структура станом на 31 березня 2011 року:
|          | Загалом | Допрацездатний вік | Працездатний вік | Постпрацездатний вік |
| -------- | ------- | ------------------ | ---------------- | -------------------- |
| Чоловіки | 152     | 26                 | 99               | 27                   |
| Жінки    | 165     | 25                 | 93               | 47                   |
| Разом    | 317     | 51                 | 192              | 74                   |